# A házasság és a népi hagyományok
A házasság a népi hagyományok egyik fő témája.

## Házasság, frigy
A házasság társadalmilag elismert törvényes viszony férfi és nő között, melynek alapja a gazdasági együttműködés (esetleg közös vagyon), erkölcsileg elfogadott (esetleg előírt) szexuális érintkezés és utódok létrehozása.

## A házasság szerepe
A magyarság, akárcsak az európai kultúra szférájához tartozó többi nép – a kereszténység felvétele óta – monogámiában él. A monogámia alapja a kis család: férfi + nő + utódok. A magyar parasztság körében a házasságnak a társadalmi jelentősége igen nagy volt. A közösség számára új rokoni csoportosulás lehetőségét, új családi összetételt; a rokonság, tágabb értelemben vett család számára számbeli, vagyoni és munkaerő-növekedést és az utódok létrehozásának a lehetőségét jelentette. Az egyén számára gyökeres változást hozott, amely nemcsak a társadalomban elfoglalt helyét, de családi státuszát, munkakörét, ruházkodását, egész magatartását átrendezte, megváltoztatta, megszabta.

## A házasság előtt
A házasság előtti viselkedésnek a 19. század-i magyar parasztságnál nem voltak egységes erkölcsi normái. A lányok szüzességének megkövetelése egyes vidékeken, pl. a palócoknál igen szigorú volt, a legény házasság előtti önmegtartóztatásának kívánalma is előfordult. A moldvai magyarok a lakodalom után a menyasszony szüzességét bizonyító lepedőt az egész falu közösségének megmutatták. Országszerte nyomai vannak azonban a házasság előtti szabad szexuális érintkezésnek is, egyes vidékeken szívesebben vették feleségül a már teherbe esett lányt, aki termékenységét már a házasság előtt bizonyította. Nyomai vannak – főleg Erdélyben – a próbaházasság intézményének is, ahol a fiatalok – leginkább a legény szüleinél – hivatalos aktus nélkül együtt éltek, s csak ezután döntöttek mindketten, a szülőkkel együtt, a házasság törvényes megkötéséről. A házasság előtti, párválasztással kapcsolatos szokások (udvarlás, szeretőtartás), melyek az egész ország területén, formai megoldásoktól függetlenül, a szabad egyéni orientáción alapszanak, nem torkollnak minden esetben házasságba.

## A házasság eldöntése
Míg az udvarlás fő szempontjainak a szexuális érettséget és a testi épséget tekintették, addig a házasságot mint a házasulandókhoz kapcsolódó személyek, rokoni csoportok, társadalmi rétegek, lokális egységek (falurészek), falvak érdekébe vágó aktust és alakító erőt, általában a házasságot kötő két személy akaratának háttérbe szorulásával kötötték meg. 
Jellemző erre az elsősorban az északi területeken ismert, de a valóságot tükröző kis történet: a legény hazajön a tavasztól őszig tartó legeltetésből, anyja ezekkel a szavakkal fogadja: Megházasítottunk fiam! Kit vettem el, Édesanyám? – kérdi a legény. 
A férjhez adandó lánynak is igen csekély beleszólása volt jövendő férje személyének kiválasztásába. A lányok hozományának, örökölt részének növekedésével a 19. sz. utolsó harmadában nemcsak a család, a rokonság „rangja”, de a házasulandók családjának konkrét anyagi helyzete lett a leglényegesebb szempont a házasságkötésnél. „Föld földdel házasodik.” Az irányított házasság elleni akció volt a leánylopás, bár sok esetben ez is közösségi érdekeket takart.

## A házasság után
A kihirdetésének, elfogadásának és megünneplésének aktusa a templomi esküvő, a lakodalom volt. A lakodalmi szokások, valamint a fiatal pár családban és a társadalomban elfoglalt helyzete arra enged következtetni, hogy az első gyermek születéséig a fiatalasszony nem volt teljes jogú tagja a családnak, vagyis a házasság tényleges befejezettségét az első gyermek születése adta meg. Az első gyermek születéséig a fiatalasszonyt menyecske névvel illették, részt vehetett a fiatalság mulatozásaiban, ruházkodása, hajviselete elüthetett a többi asszonyétól, férje anyját az első gyermek születéséig más megnevezéssel szólította, az első gyermek kelengyéjét nem a férj családja készítette, a fiatal pár hálóhelye az első gyermek születéséig esetleges volt, a fiatalasszony munkái, kötelességei a család többi asszonyéitól különböztek stb. 
Ezek a szokások töredékesek, vidékenként változók voltak.

## A nő helyzetének megváltozása a házasság következtében
A házassággal általában a nő került szorosabb kapcsolatba a férje rokonságával, belekerült férje nemzetségébe, hadjába, férje családjánál lakott. Ha nemescsaládból származó leány ment férjhez jobbágyivadékhoz, gyermekei jobbágy sorban maradtak. „Pendely nem nemesít” – mondták. Férje családtagjainak szólítása megtisztelőbb volt, mint a férj megszólítási módja a feleség rokonságához.

## A férfi helyzetének megváltozása a házasság után
A férfi helyzetét a házasság sohasem változtatta meg olyan mértékben, mint az asszonyét, bár a közösségben elfoglalt helye megváltozott, presztízse növekedett, házasember mivolta viseletében, külsejében is mutatkozott.

## A nő helyzete a házasságban
A házastársak kapcsolatát befolyásolta az asszonyi nemnek mindenkori társadalmi megítélése. Általában az asszony, az „asszonyi állat” alacsonyabb rendű, oktalanabb lény volt, mint a férfi. Nem volt egyenrangú társ. Minthogy a házasság erkölcsi normáinak megtartását az egész közösség ellenőrizte, a házasságot a közösség által alkotott vélemény tartotta össze elsősorban, a gyakorlatban pedig a közös munkák, gazdasági gondok, a szexuális kapcsolat. Kiscsaládokban a nők helyzete – ellentétben a nagycsaládokban élő asszonyokéval – éppen önálló és jelentős munkakörük kapcsán elismertebb volt, a házastársak kapcsolatai szorosabbak. Ha az asszonyok nem kaptak házasságuk alkalmából hozományt, ill. kevesebbet, mint a férfiak, a kiscsaládon belül sem volt beleszólásuk a család gazdasági ügyeinek intézésébe. Kivételt képeztek azok a házaspárok, amelyek valamilyen formában bérmunkások voltak, vagyis summások, cselédek; hasonló volt a helyzet az iparosoknál. Az egykés társadalomban, ahol a vagyont igen sok esetben az asszony hozta a házasságba, az asszonyok szerepe megnövekedett, pl. a Sárközben kifejezetten asszonycentrikus családi életté fejlődött.

## A házaspárok kapcsolata
A házaspárok viselkedését egymás közt és a közösség előtt számtalan szokás szabályozta. Ezek egy része a családszerkezettel, a lakásviszonyokkal, valamint a nőnek és a férfinak a társadalomban elfoglalt helyzetével függött össze. A házassági hűséget elsősorban az asszony részéről kívánták meg, ennek megszegése igen nagy bűnnek számított, amely elkergetést, kiközösítést vonhatott maga után. A gyakori férfihűtlenséget bár megszólták, de nem ítélték el, a házastárs sem tehetett érdemileg ellene semmit. A törvényes válás igen ritka volt, archaikusabb vidékeken szinte ismeretlen, végső esetben különköltöztek, az asszony hazaköltözött, de ezt a helyzetet általában nem törvényesítették, még abban az esetben sem, ha más élettársat is kerestek maguknak. A vadházasságok megítélése vidékenként más és más volt. Általában csak a halál választhatta el a házastársakat. Az elvesztett házastársat a társadalmi normák szerint illett – függetlenül érzelmi állapotuktól – megsiratni a követelményeknek megfelelően és meggyászolni.